# DG Волопаса
DG Волопаса (лат. DG Boötis) — одиночная переменная звезда* в созвездии Волопаса на расстоянии приблизительно 8067 световых лет (около 2473 парсеков) от Солнца. Видимая звёздная величина звезды — от +12,76m до +11,59m.

## Характеристики
DG Волопаса — жёлто-белая пульсирующая переменная звезда типа RR Лиры (RRAB) спектрального класса F. Радиус — около 5,3 солнечных, светимость — около 42,598 солнечных. Эффективная температура — около 6403 K.